# Tetsu Yamato
Tetsu Yamato (jap. 大和 哲, Yamato Tetsu; * 30. Mai 1978 in der Präfektur Osaka) ist ein ehemaliger japanischer Fußballspieler.

## Karriere
Yamato erlernte das Fußballspielen in der Jugendmannschaft von Cerezo Osaka. Seinen ersten Vertrag unterschrieb er 1997 bei den Cerezo Osaka. Der Verein spielte in der höchsten Liga des Landes, der J1 League. Für den Verein absolvierte er zwei Erstligaspiele. Ende 1999 beendete er seine Karriere als Fußballspieler.